# Perdita albihirta
Perdita albihirta är en biart som beskrevs av Timberlake 1954. Perdita albihirta ingår i släktet Perdita och familjen grävbin. Inga underarter finns listade i Catalogue of Life.

## Bildgalleri

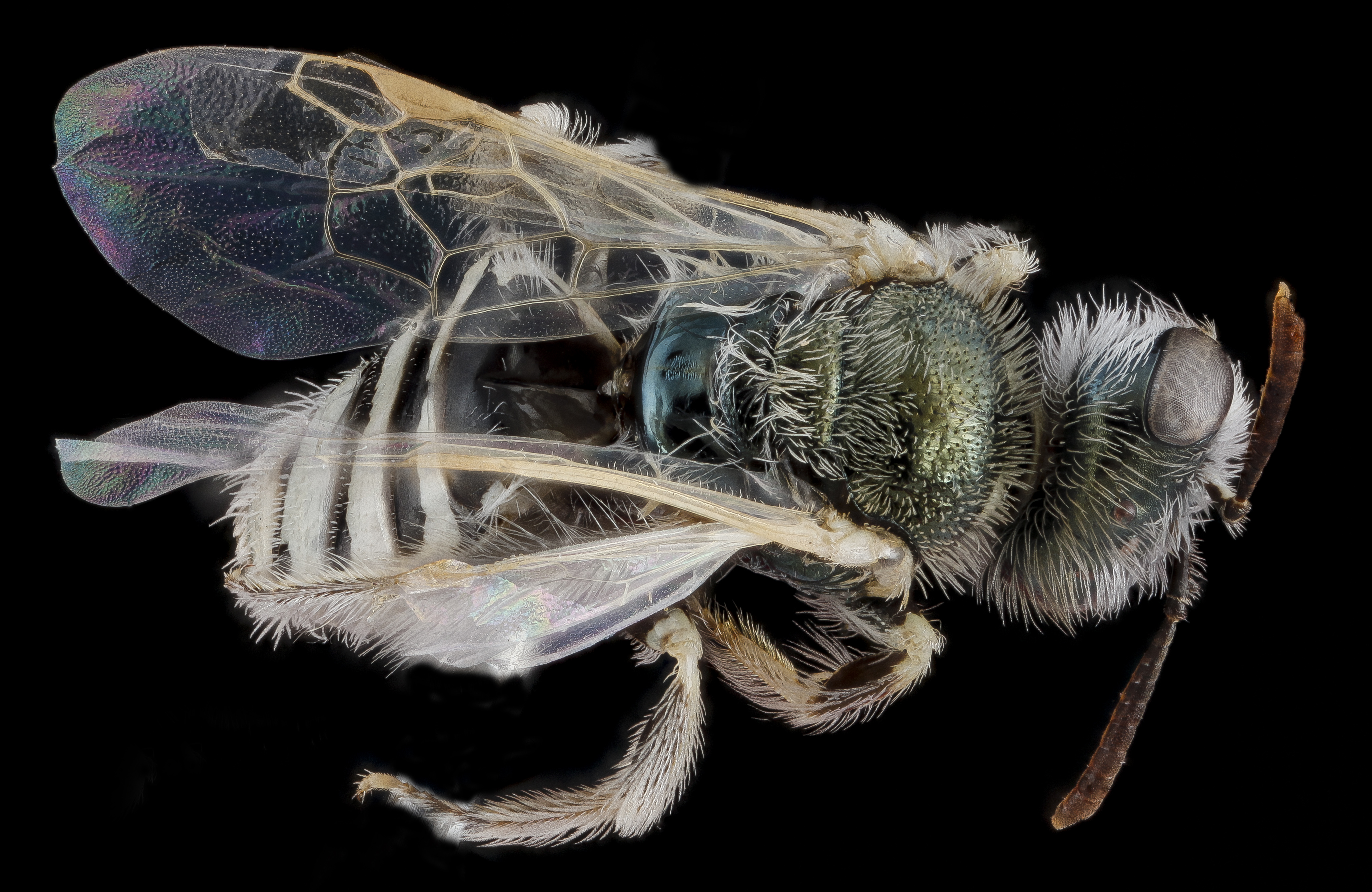
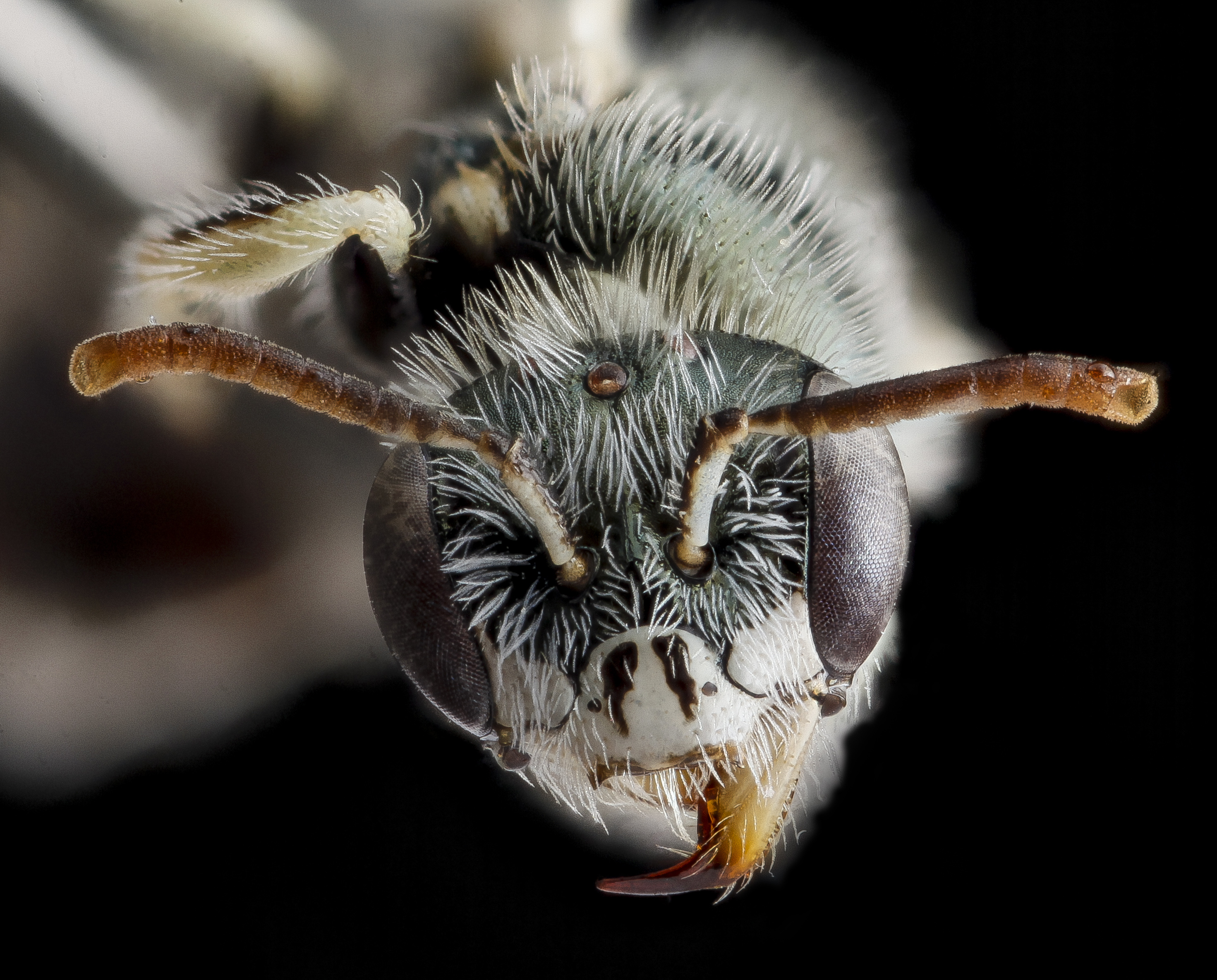
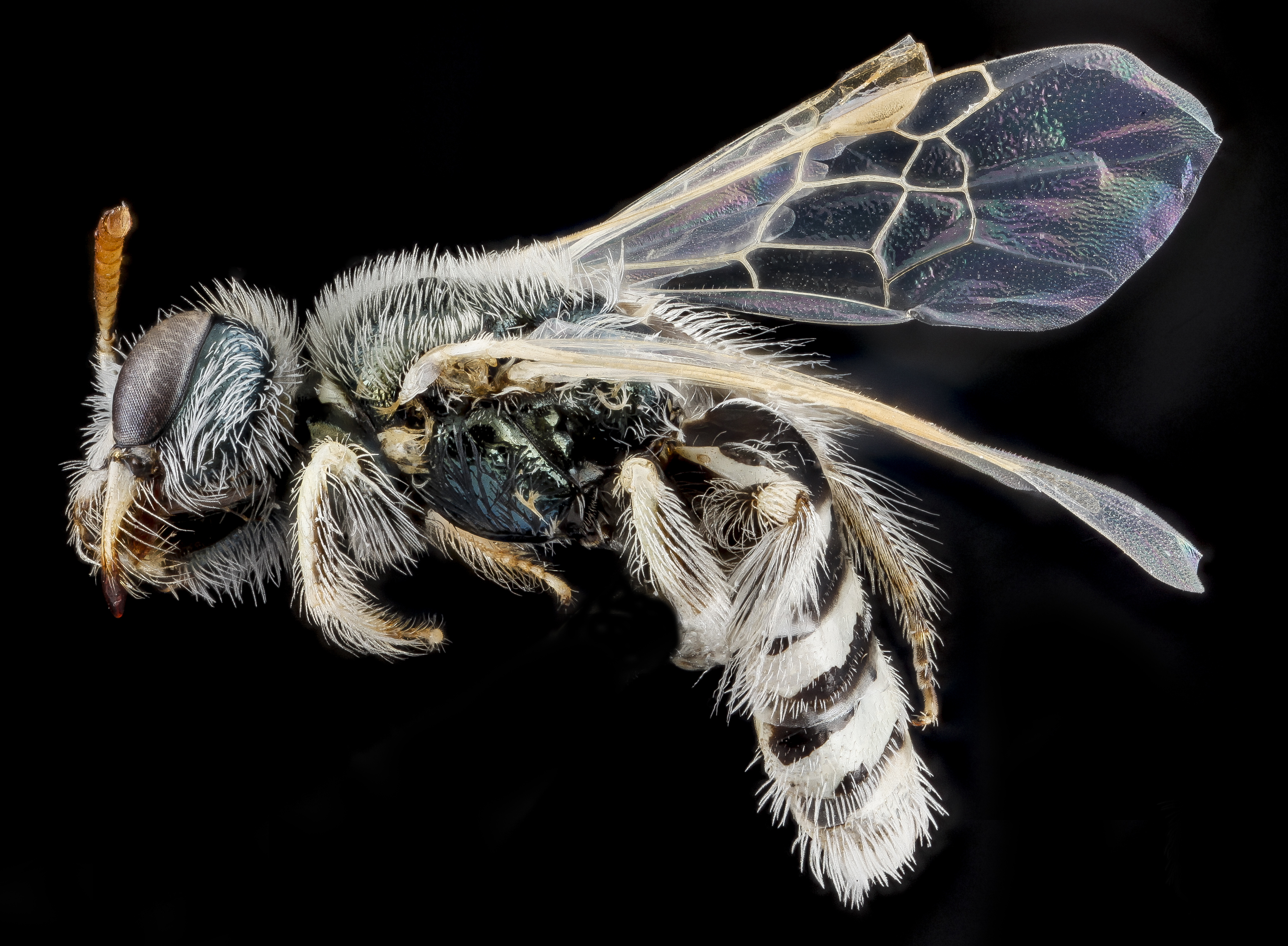